# Torre (Taboada)
Torre (llamada oficialmente San Mamede da Torre) es una parroquia y una aldea española del municipio de Taboada, en la provincia de Lugo, Galicia.

## Otras denominaciones
La parroquia también es conocida por el nombre de San Mamede de Torre.

## Organización territorial
La parroquia está formada por siete entidades de población:
- A Cardida
- Fontefría
- Morlás
- Porto
- San Mamede
- Tomade
- Torre (A Torre)

## Demografía

### Parroquia
| Gráfica de evolución demográfica de Torre (parroquia) entre 2000 y 2021 |
|                                                                         |
| Datos según el nomenclátor publicado por el INE.                        |

### Aldea
| Gráfica de evolución demográfica de Torre (aldea) entre 2000 y 2021 |
|                                                                     |
| Datos según el nomenclátor publicado por el INE.                    |